# Henrique, Duque da Cornualha (1511)
Henrique, Duque da Cornualha (em inglês: Henry, Duke of Cornwall; Palácio de Richmond, 1 de janeiro de 1511 – Palácio de Richmond, 22 de fevereiro de 1511), foi o primeiro filho do rei Henrique VIII de Inglaterra e sua primeira esposa, Catarina de Aragão, e embora seu nascimento fosse comemorado como o do herdeiro aparente, ele morreu em semanas. Sua morte e o fracasso de Henrique VIII em produzir outro herdeiro masculino sobrevivente com Catarina levaram a crises de sucessão e casamento que afetaram o relacionamento entre a igreja inglesa e o catolicismo romano, dando origem à reforma inglesa.

## Nascimento e batismo
Henrique nasceu em 1 de janeiro de 1511 no Palácio de Richmond, o primeiro filho vivo do rei Henrique VIII e Catarina de Aragão, nascido dezoito meses após o casamento e a coroação. Catarina já havia dado à luz uma filha natimorta, em 31 de janeiro de 1510. Ele foi batizado em 5 de janeiro em uma cerimônia luxuosa, onde os faróis foram acesos em sua homenagem. Os presentes de batismo incluíam um suporte de sal de ouro fino e um copo com um peso total de 99 onças, dado por Luís XII de França, seu padrinho. Seus outros padrinhos foram William Warham, arcebispo da Cantuária e Margarida de Áustria, Duquesa de Saboia. No batismo, a tia-avó do bebê, Lady Ana Howard, era procuradora de Margarida, e Ricardo Foxe, bispo de Winchester, procurador do rei francês.

## Festas e morte
Henrique VIII e sua rainha planejavam celebrações extravagantes que rivalizavam com a coroação conjunta pelo nascimento de seu filho, que automaticamente se tornou duque da Cornualha e herdeiro aparente ao trono inglês, e era esperado que se tornasse príncipe de Gales, rei da Inglaterra e terceiro rei da casa de Tudor. O torneio em Westminster foi o mais luxuoso do reinado de Henrique e é gravado através de um rolo de pergaminho iluminado, conhecido como "o Menino do Ano Novo", o príncipe era considerado com carinho pela corte de Henrique. No entanto, em 22 de fevereiro de 1511, o jovem príncipe morreu repentinamente. A causa de sua morte não foi registrada.
Ele recebeu um funeral estadual na Abadia de Westminster. Passaram mais dois anos até a rainha engravidar novamente. Não há retrato conhecido do príncipe Henrique.
Relatos contemporâneos afirmam que ambos os pais ficaram perturbados com a perda do filho. A profundamente religiosa Catarina passou muitas horas ajoelhada no chão frio de pedra, rezando, para a preocupação dos cortesãos. Henrique se distraiu de sua dor ao fazer guerra contra Luís XII de França com seu sogro, Fernando II de Aragão.

## Impacto da morte de Henrique, Duque da Cornualha na história
Os historiadores especularam que curso a história do inglês poderia ter seguido se Henrique, duque da Cornualha ou qualquer outro filho legítimo de Catarina tivesse sobrevivido. Com o fracasso do casal em fornecer um filho vivo, o desejo de Henrique VIII por um herdeiro masculino foi a razão citada que o levou a anular o casamento. Um filho vivo de Catarina poderia ter impedido ou mesmo impedido o casamento com Ana Bolena e colocado a Inglaterra em um relacionamento diferente com o catolicismo romano durante a Reforma Protestante, afetando, e talvez até impedindo, a Reforma Inglesa que surgiu da crise de sucessão anterior ao nascimento do futuro Eduardo VI, filho de Henrique VIII e Joana Seymour nascido em 1537. Este tema também foi explorado em alguma ficção histórica alternativa.